# Old Basing
Old Basing is een plaats en civil parish in het bestuurlijke gebied Basingstoke and Deane, in het Engelse graafschap Hampshire met 7.232 inwoners.

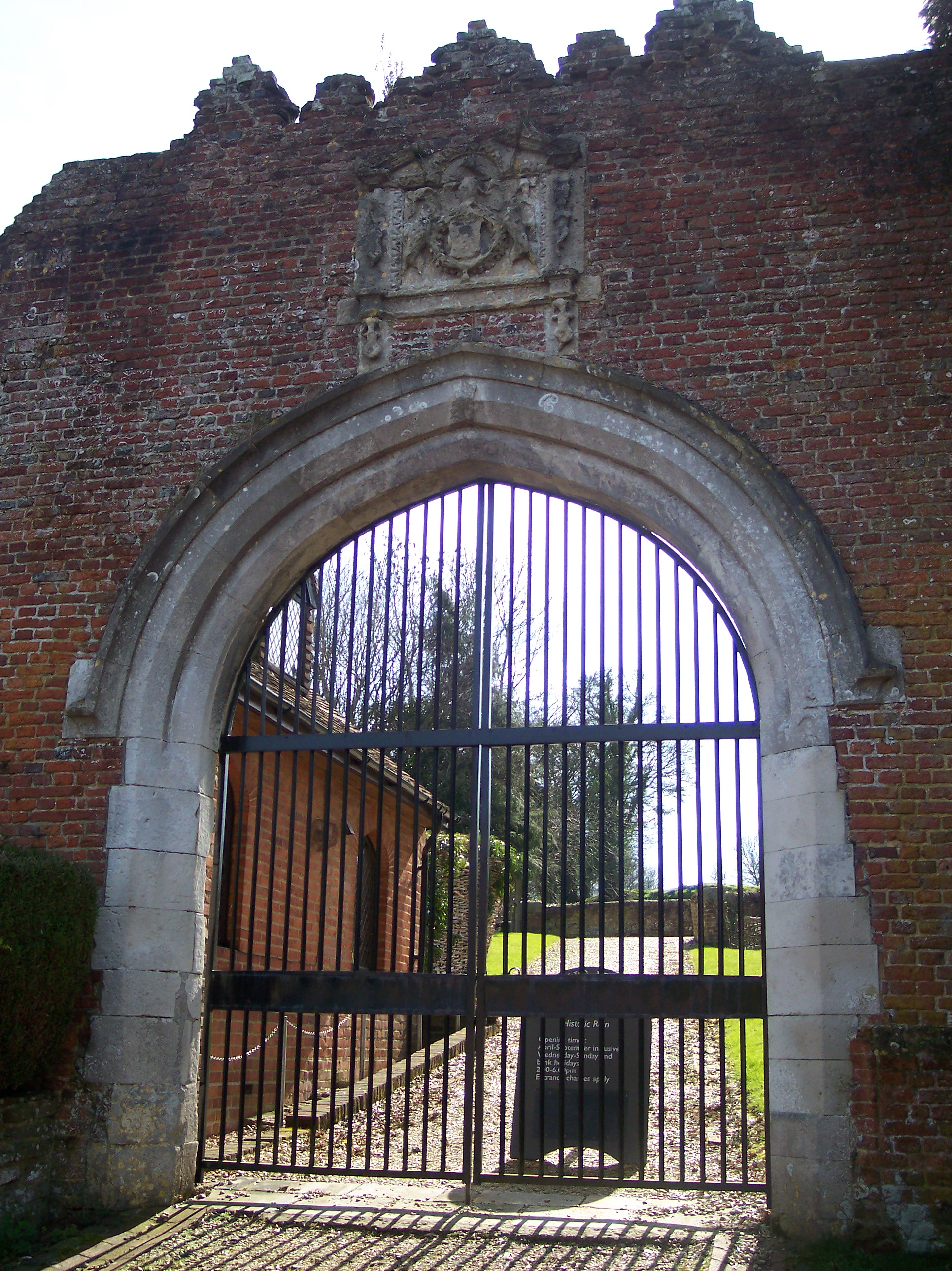
Poort van de ruïnes van Basing House, Old Basing.

Nabij deze plaats vond op 22 januari 771 de Slag van Basing plaats waar het Grote heidense leger Wessex, aangevoerd door Koning Ethelred van Wessex versloeg. De gesneuvelden werden in het naburige Lychfield begraven.